# Sándor Szalay (físico)
Sándor Szalay, Sr (4 de outubro de 1909 – 11 de outubro de 1987) foi um físico nuclear húngaro.
Szalay descobriu um mecanismo natural para o enriquecimento de urânio, o que levou à descoberta de vários depósitos de urânio, incluindo um depósito enriquecido nas montanhas Mecsek, na Hungria. 
Em 1955, colaborou com Gyula Csikai para descobrir o neutrino, uma partícula subatômica sem carga elétrica e que interage com outras partículas apenas por meio da gravidade e da força nuclear fraca. Em uma fotografia de uma câmara de nuvem, eles encontraram um núcleo de mudança de direção, que interpretaram como a emissão de um neutrino. Szalay também fundou o Instituto de Pesquisa Nuclear, um ramo da Academia Húngara de Ciências. Ele é considerado o pai da física nuclear húngara.